# キンブル郡 (テキサス州)
キンブル郡（キンブルぐん、英: Kimble County）は、アメリカ合衆国テキサス州の中央部、エドワーズ高原に位置する郡である。2010年国勢調査での人口は4,607人であり、2000年の4,468人から3.1%増加した。郡庁所在地はジャンクション市（人口2,574人）であり、同郡で人口最大の都市でもある。キンブル郡は1858年に設立され、郡名はアラモの戦いで戦死したジョージ・C・キンブルに因んで名付けられた。

## 歴史

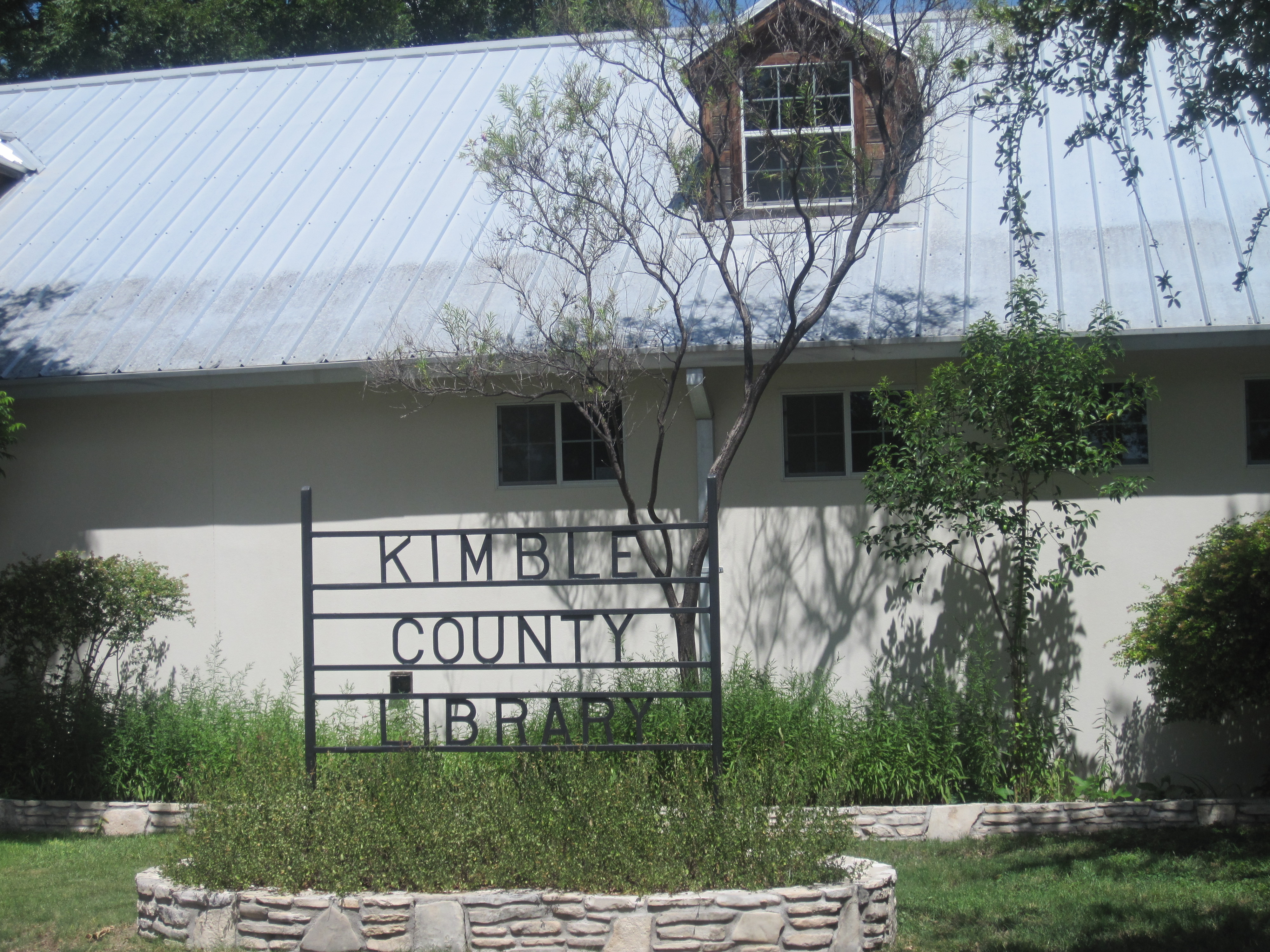
キンブル郡図書館、アメリカ合衆国下院議員O・C・フィッシャーの博物品を収める

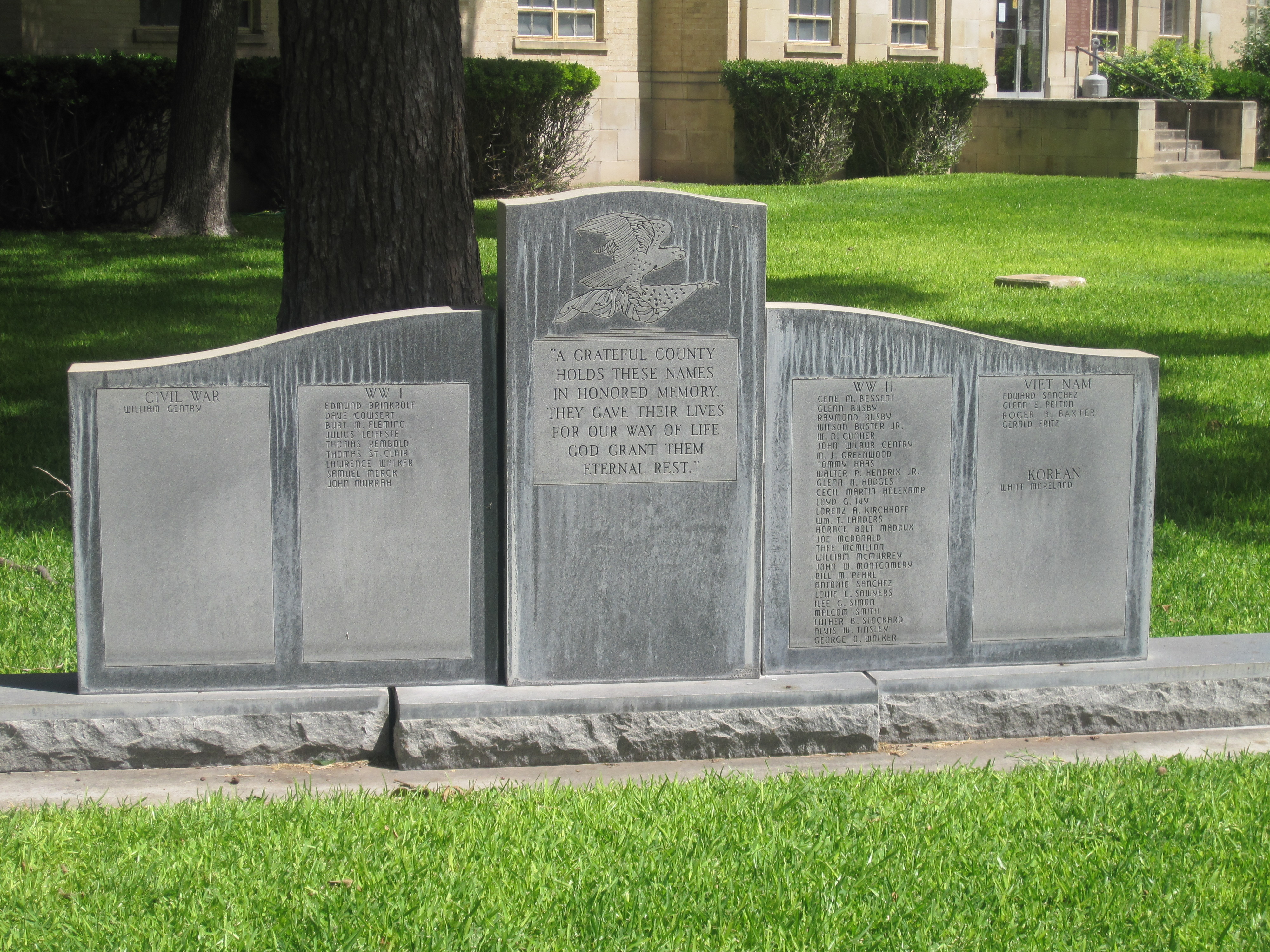
キンブル郡庁舎前の退役兵記念碑

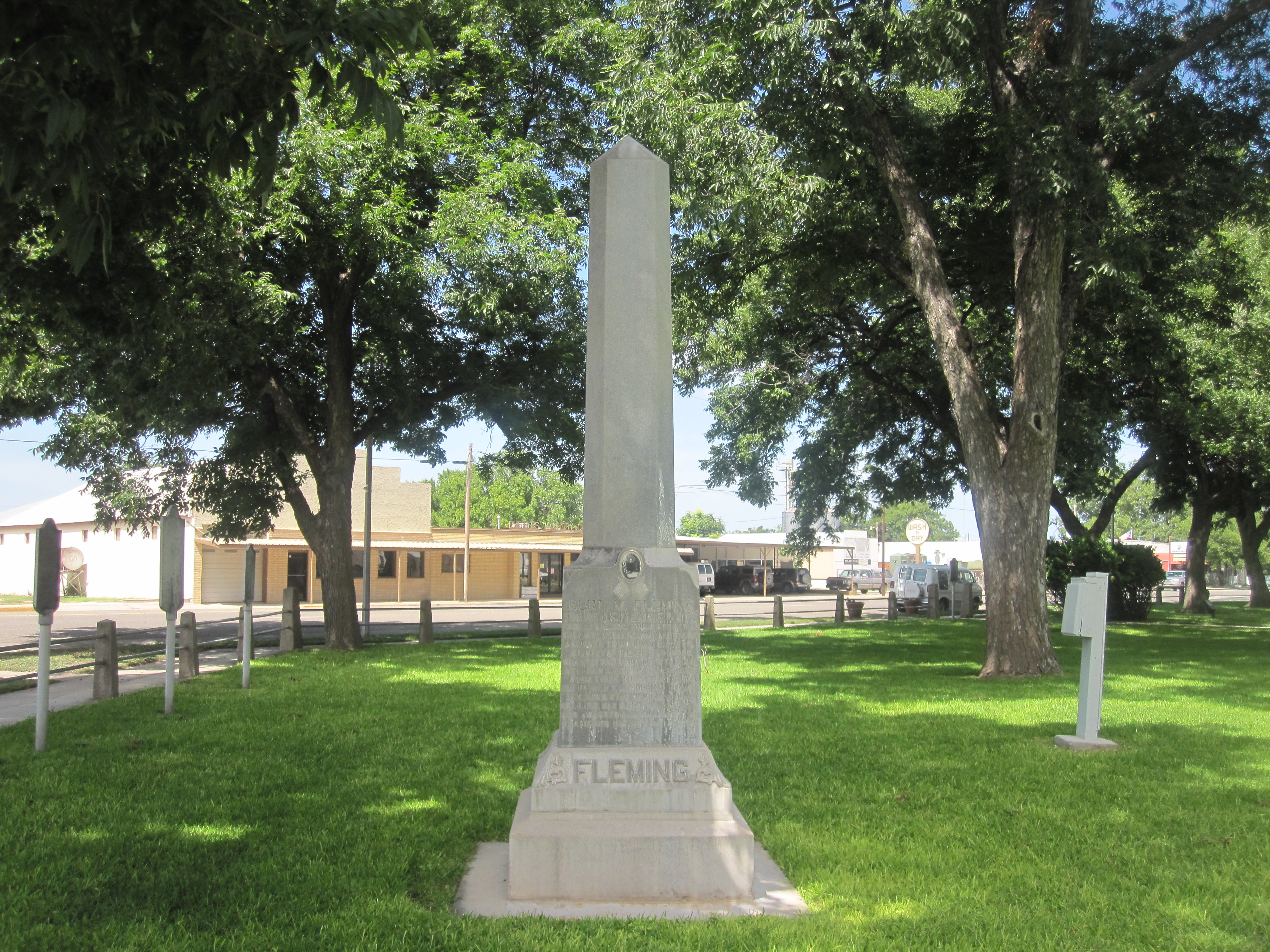
バート・M・フレミング（1894-1918年）を記念するオベリスク、第一次世界大戦の英雄行為を顕彰している。キンブル郡庁舎前芝生に立っている

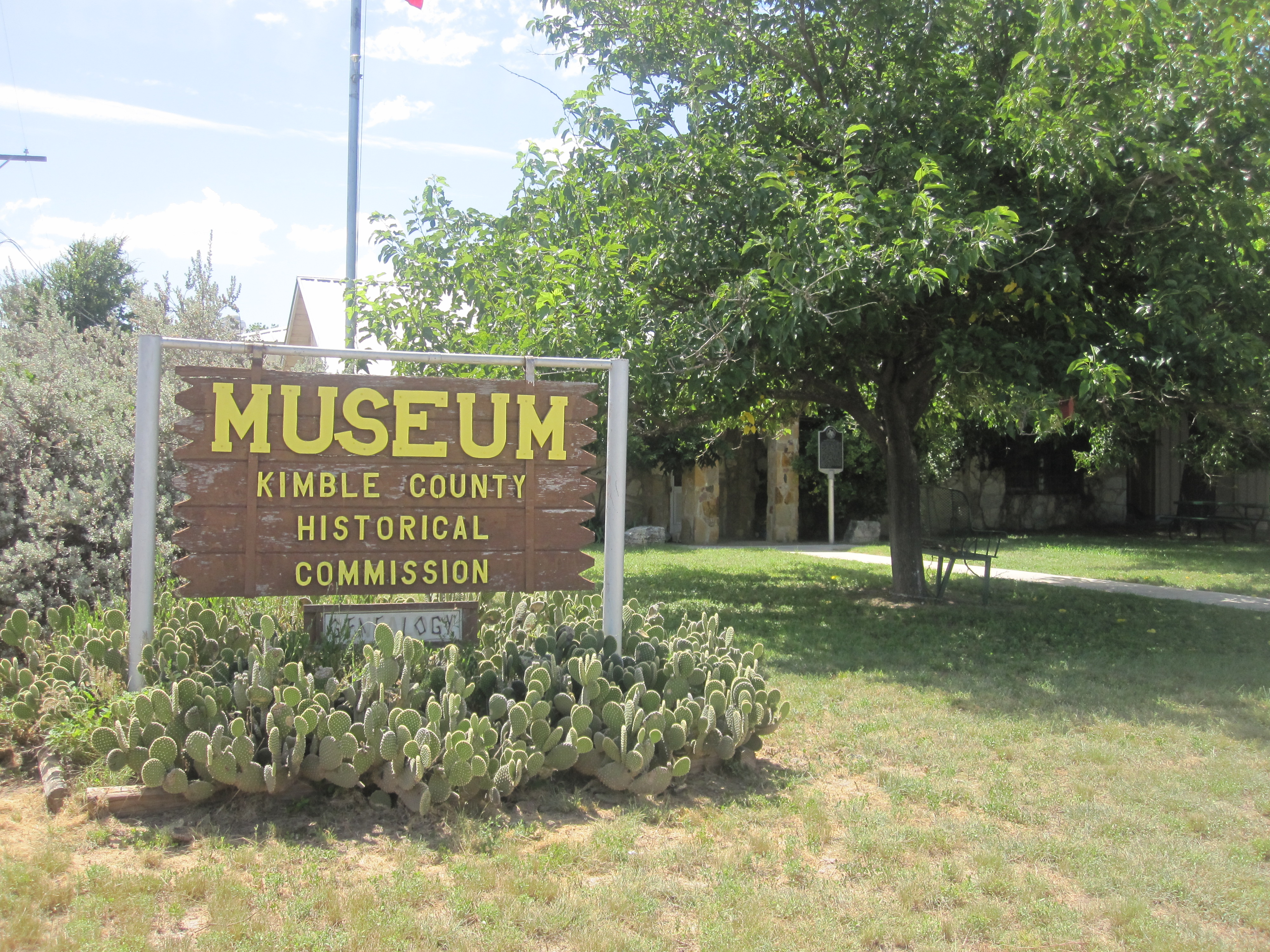
キンブル郡博物館の表示

### インディアン
キンブル郡となった地域にヨーロッパ人が入ってくる以前、コマンチ族、カイオワ族、カイオワ・アパッチ族、リパン・アパッチ族などのインディアン部族が住んでいた。最初に入ってきたヨーロッパ人は、18世紀半ばに地域のインディアンに対して何度か遠征隊を率いたスペイン人だった。1808年、フランシスコ・アマンガル大尉がサンアントニオからサンタフェまでの遠征隊を率い、道を地図化するときに、この地域を通過した。この地域は1842年のテキサス共和国の文書で初めて言及されており、郡内の土地約416,000エーカー (1,660 km2) がフィッシャー・ミラー土地特許の中に含まれていた。この土地特許の範囲はリャノ川からコロラド川まで伸びていた。

### 開拓初期
初期の開拓者は1850年代に入ってくるようになった。初期開拓者の1人がローリー・ジェントリーであり、1857年頃にベア・クリーク沿いに入植した。ジェントリー家はローリーとその妻、および数人の成人した息子達で構成されていた。他の初期開拓者としては、ウィリアムソン郡から移動してきてサウスリャノ川の岸沿いを選んだジェイムズ・ブラッドベリー・シニアがいた。その他にもビッグセイリーン川とリトルセイリーン川の流域に入った者もいた。ジェントリーの息子達のうち、1人がインディアンに殺され、1人が南北戦争の間に戦死した。ブラッドベリーもブラッドベリーヒルの戦いと呼ばれる戦闘でインディアンに殺された。
1858年1月22日、テキサス州議会がベア郡の一部からキンブル郡を創設した。郡名はアラモの戦いで戦死したジョージ・C・キンブル中尉に因んで名付けられた。1858年から1875年まで、管理目的でキンブル郡はジルスピー郡に付設されていた。
一方、南北戦争後にリャノ川のジョンソン支流沿い、コッペラス・クリーク沿い、ジェイムズ川の流域に幾つかの開拓地が出現した。1870年代を通じて、人口の少ないキンブル郡開拓地はコマンチ族やリパン族、キカプー族など、メキシコを本拠地にするインディアンに襲撃されることがあった。しかし1878年には襲撃が止んだ。また郡内は無法者にとって人気のある逃げ場となり、丘陵性の地形や深いスギの森が隠れ場所に使われた。
1875年9月6日、キンブル郡はジルスピー郡から分離し、メナード郡に付設された。

### 郡の成立
キンブル郡はその創設から18年近く後の1876年1月3日に公式に組織化された。ウィリアム・ポッターが初代郡判事になった。同年春、キンブルビルとデンマンの町が設立された。デンマンは直ぐにジャンクションシティに改名された。キンブルビルが初代郡庁所在地に指定された。しかし、最初の郡政委員会のときに、郡庁所在地がジャンクションシティに移動された。キンブルビルは洪水に襲われる危険性の高い場所にあったので、間もなく町そのものが消失した。19世紀後半に設立されたその他の町としては、ロンドン、ノックスビル、ルーズベルト、セゴビア、テレグラフ、ビエホ（後のクレオ）があった。

### 成長時代
1870年にキンブル郡の人口は72人だったが1880年に1,343人に増えた。1878年、郡庁舎がジャンクションシティに建設された。この建物は1884年の火事で、郡の記録ともども焼失した。2代目の郡庁は2階建て石造りだったが1888年の火事で一部損傷を受けた。これを修復して使い続け、1929年に現在の郡庁舎が建てられるまで使われていた。1890年の国勢調査では人口2,243人、農園と牧場は279だった。牛と羊の飼育が郡経済を支配するようになった。1894年、郡庁所在地のジャンクションシティが単にジャンクションと呼ばれるようになった。
20世紀初期もキンブル郡は成長を続けた。1900年の人口は2,503人だった。20世紀に入って、以前にはなかった快適さが多く備わるようになった。1904年、フォーマイル・ダムが完工した。1905年に最初の電話が引かれ、一年後には最初の銀行ができた。1917年には電灯が灯され、その後間もなくガソリンスタンドができた。
1919年、砂利道と舗装道路を建設するための資金について郡全体の住民投票で承認された。テキサス州道27号線は1922年まで舗装されていなかった。この道路はジャンクション市を通っており、南東のカービルと西のソノラを繋いだ。州道4号線と29号線も使えるようになった。州道29号線は1930年までにロンドンとテレグラフの町に通じた。1940年代にはキンブル郡の道路が全て舗装された。古い4号線と27号線がアメリカ国道83号線となり、州道27号線はアメリカ国道290号線に、州道29号線はアメリカ国道377号線になった。
1927年、ジャンクションの町が公式に法人化された。1920年代後半、毛糸とモヘアの生産では州内最大級の郡になった。様々な農産物が郡の経済を支え続けた。
世界恐慌の時代には郡内の失業率が増加したが、1930年代も人口は増え続け、1940年には5,064人になった。1945年4月には田園部に電気が引かれた。1940年代半ば、少量の石油生産が始まり、砂、砂利、ガスも少量ながら生産されて、郡の経済が多様化した。

### 現代
1940年を頂点として、戦後は人口が減り始めた。1950年から1970年の間では715人、すなわち15%が減少した。1980年には幾らか回復しそれが2000年まで続いた。

## 地理
アメリカ合衆国国勢調査局に拠れば、郡域全面積は1,251平方マイル (3,240 km2)であり、このうち陸地1,250平方マイル (3,238 km2)、水域は1平方マイル (3 km2)で水域率は0.02%である。

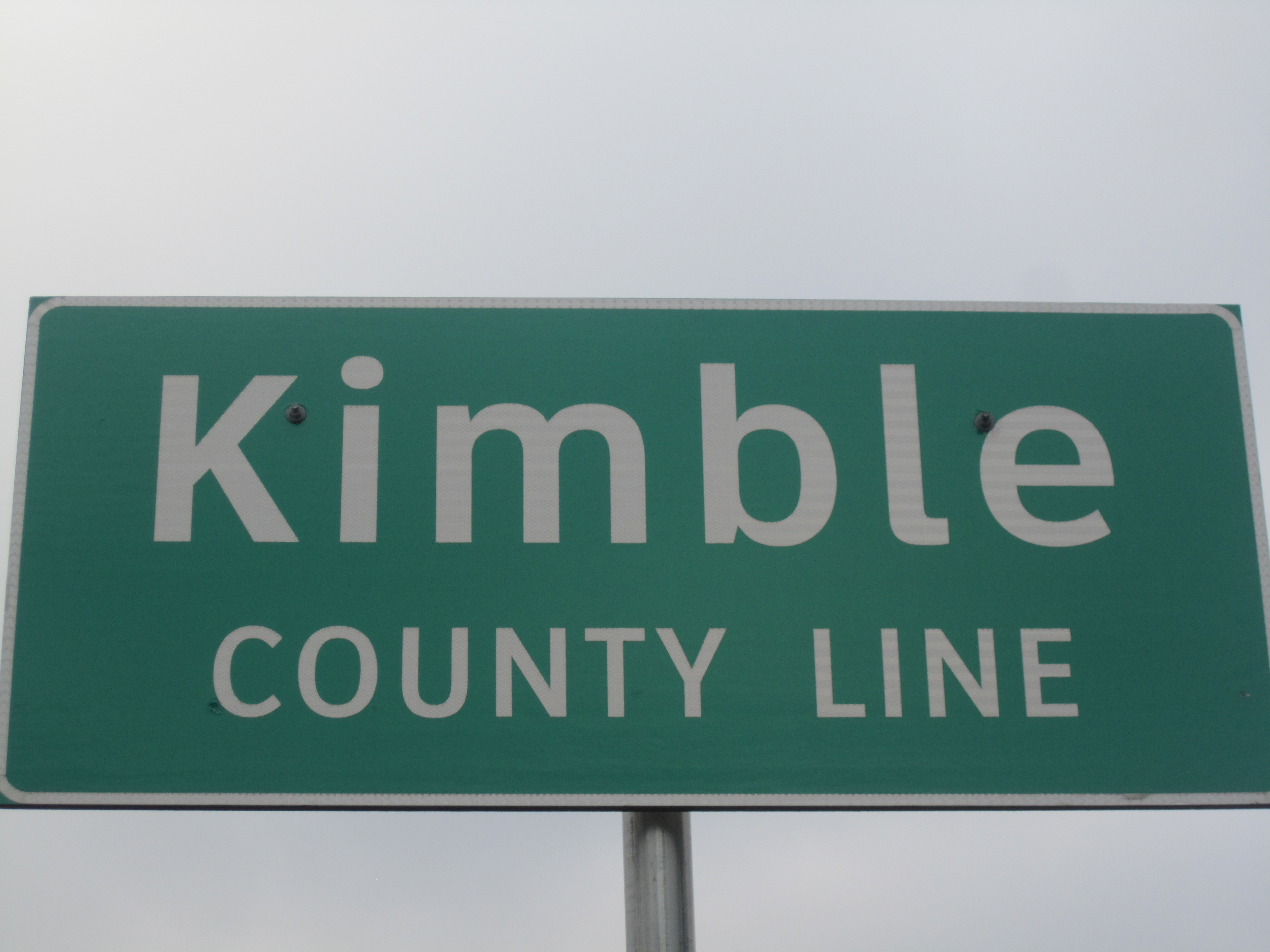
キンブル郡境の標識

### 主要高規格道路
- 州間高速道路10号線
- アメリカ国道83号線
- アメリカ国道290号線
- アメリカ国道377号線

### 隣接する郡
- メナード郡 - 北
- メーソン郡 - 北東
- ジルスピー郡 - 東
- カー郡 - 南東
- エドワーズ郡 - 南西
- サットン郡 - 西

## 人口動態
以下は2000年の国勢調査による人口統計データである。
| 基礎データ - 人口: 4,468人 - 世帯数: 1,866 世帯 - 家族数: 1,285 家族 - 人口密度: 1人/km2（4人/mi2） - 住居数: 2,996軒 - 住居密度: 1軒/km2（2軒/mi2） 人種別人口構成 - 白人: 90.29% - アフリカン・アメリカン: 0.09% - ネイティブ・アメリカン: 0.34% - アジア人: 0.45% - 太平洋諸島系: 0.02% - その他の人種: 7.48% - 混血: 1.34% - ヒスパニック・ラテン系: 20.73% 年齢別人口構成 - 18歳未満: 23.6% - 18-24歳: 6.0% - 25-44歳: 22.6% - 45-64歳: 26.9% - 65歳以上: 20.9% - 年齢の中央値: 43歳 - 性比（女性100人あたり男性の人口） - 総人口: 92.7 - 18歳以上: 90.5 | 世帯と家族（対世帯数） - 18歳未満の子供がいる: 28.2% - 結婚・同居している夫婦: 57.2% - 未婚・離婚・死別女性が世帯主: 8.6% - 非家族世帯: 31.1% - 単身世帯: 28.6% - 65歳以上の老人1人暮らし: 16.0% - 平均構成人数 - 世帯: 2.37人 - 家族: 2.90人 収入と家計 - 収入の中央値 - 世帯: 29,396米ドル - 家族: 34,966米ドル - 性別 - 男性: 24,844米ドル - 女性: 20,431米ドル - 人口1人あたり収入: 17,127米ドル - 貧困線以下 - 対人口: 18.8% - 対家族数: 13.4% - 18歳未満: 28.8% - 65歳以上: 14.2% |

## 都市と町
- ジャンクション - 郡庁所在地

### その他の町
- ロンドン

### ゴーストタウン
- クレオ
- ノックスビル
- ルーズベルト
- セゴビア
- ティーカップ
- テレグラフ
- イエーツ

## 教育
キンブル郡の大半は、ジャンクション独立教育学区が公共教育を管轄しており、ジャンクション市とロンドン、ルーズベルト、テレグラフの町が含まれている。南東部はジルスピー郡に本部があるハーパー独立教育学区が管轄している。メイソン独立教育学区にもほんの小部分が含まれている。